# フレドリクスタ
フレドリクスタ（ Fredrikstad）は、ノルウェーのエストフォル県に属する都市。面積292平方キロメートル、人口84,444人（2023年）。公用語はブークモールが採用されている。

## 歴史
フレドリクスタはグロンマ川が北海に到達する場所にある。近隣のサルプスボルとともに、ノルウェー第5の都市圏を形成する。
フレドリクスタは、15キロ上流のサルプスボルがスウェーデン軍に侵攻された後の1567年に、デンマーク王フレゼリク2世によって創設された。町の名もフレゼリク2世にちなみ、stadは街という意味である。サルプスボルの人口の半分がとどまり、かつて旧市街のあった場所に市街を再建した。
フレドリクスタの中心はグロンマ川西岸にある。東岸の旧市街は、北欧随一の保存状態の良い城塞都市として知られる。17世紀のトルステンソン戦争で城塞化された名残である。
フレドリクスタは大規模の製材産業が盛んで、製材輸出の重要港であった。のち造船業が盛んになったが、ドックは1980年代に閉鎖された。現在の主産業は多種の化学プラントとその他ガラス産業である。
探検家ロアール・アムンセンの出身地である。

## 姉妹都市
- オールボー、デンマーク